# Смак пристрасті
«Смак пристрасті» (фр. La Passion de Dodin Bouffant, досл. «пристрасть Додена Буффана») — французька історична романтична драма 2023 року режисера та сценариста Чан Ань Хунга з Жульєт Бінош і Бенуа Мажимелем у головних ролях.
Події розгортаються у 1885 році у Франції та зображають романтичні стосунки між кухаркою та гурманом, на якого вона працює. Персонаж гурмана заснований на Додені Буффані, створеному швейцарським письменником Марселем Руфом у його романі «Життя і пристрасть гурмана Додена Буффана».
Прем'єра фільму відбулася 24 травня 2023 року на 76-му Каннському кінофестивалі, і він був відібраний для участі в основній конкурсній програмі, де Чан Ань Гунг отримав нагороду за найкращу режисуру. Фільм вийшов у французький прокат 8 листопада 2023 року і відправився на «Оскар» від Франції у номінації «Найкращий міжнародний повнометражний фільм» на 96-му церемонії вручення премії «Оскар».
Українським прокатом стрічки займалася кінокомпанія Kinomania Film Distribution, прем'єра фільму назначена на 14 лютого 2024 року.

## Синопсис
1885 рік. Незрівнянна кухарка Євгенія останні 20 років працювала на відомого гурмана Додена. З часом гастрономічна практика та взаємне захоплення перетворилися на романтичні стосунки. Особливий зв'язок кухарки та гурмана породжує вишукані страви, які вражають навіть найвідоміших шеф-кухарів світу. Незважаючи на своє кохання, Євгенія любить свободу і не планує виходити заміж за Додена. Щоб змінити її думку, він вирішує зробити те, чого ніколи раніше не робив — готувати для неї.

## Акторський склад
- Жульєт Бінош — Євгенія
- Бенуа Мажимель — Доден Буффан
- Еммануель Саланже — Рабаз
- Патрік Д'ассумсао — Ґрімод
- Галатеа Беллуджи — Віолетта
- Ян Гамменекер — Меґот
- Фредерік Фісбах — Бобуа
- Бонні Шаньо-Равуар — Поліна
- Жан-Марк Руло — Авґустин
- Яннік Ландрайн — батько Поліни
- Сара Адлер — матір Поліни